# Fliesenwand (Wilhelma)
Koordinaten: 48° 48′ 22,65″ N, 9° 12′ 22,58″ O

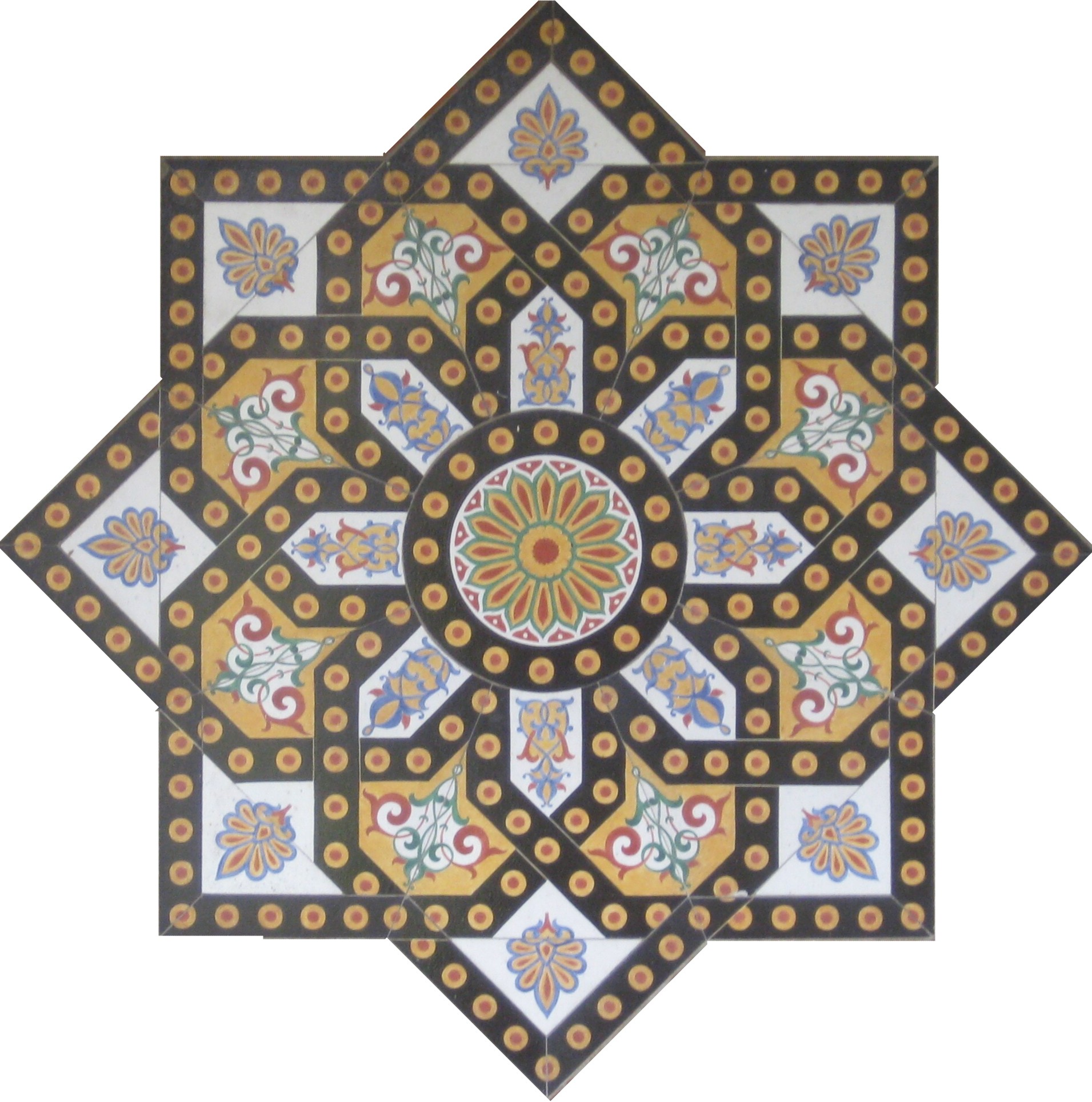
Fliesenstern im inneren Wandelgang der Wilhelma

Den Wandelgang im Maurischen Garten in der Stuttgarter Wilhelma ziert eine Fliesenwand mit großformatigen mauresken Fliesensternen, die nach den Entwürfen des Stuttgarter Architekten Karl Ludwig von Zanth 1847–1848 angefertigt und installiert wurden.

## Kurzbeschreibung
| Werktitel       | Fliesenwand                                    |
| Künstler        | Karl Ludwig von Zanth                          |
| Art             | Fliesen                                        |
| Motiv           | geometrische und Pflanzenornamente             |
| Material        | Keramik                                        |
| Maße            | 74 Paneele auf ca. 200 m Länge                 |
| Entstehungsjahr | 1847–1848                                      |
| Standort        | Stuttgart, Wilhelma, innerer Maurischer Garten |

## Abmessungen
| Anzahl Paneele                  | 74                                                  |
| Breite eines Paneels            | gerader Gang: 2,12 m bzw. 1,90 m, Bogengang: 1,79 m |
| lichte Höhe des Wandelgangs     | 2,84 m                                              |
| Breite des Wandelgangs          | 2,90 m                                              |
| Höhe des Sockels                | 0,76 m                                              |
| Durchmesser eines Fliesensterns | 0,72 m                                              |

## Standort

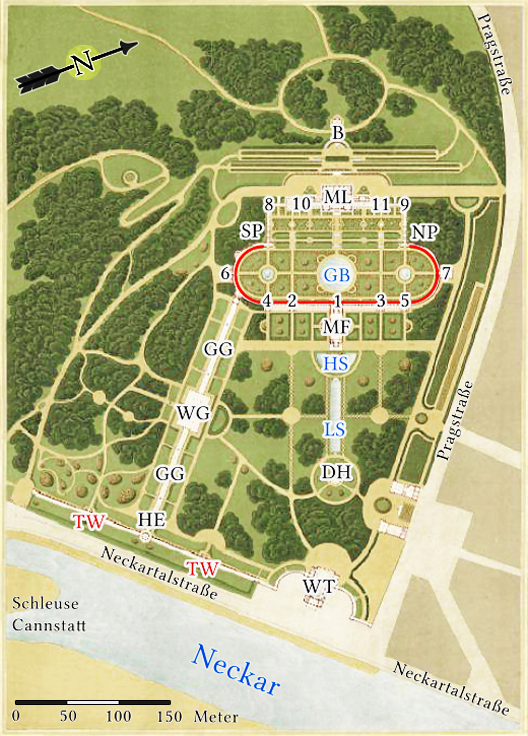
Plan der Wilhelma von 1855

Die historische Wilhelma, wie sie in der ersten Hälfte des 19. Jahrhunderts geplant und gebaut wurde, liegt auf einem ungefähr rechteckigen Areal, das sich vom Neckar im Südosten bis zum Belvedere (B) im Westen erstreckt. An den beiden Langseiten wird das Gelände begrenzt durch die Pragstraße im Nordosten und den Gewächshausgang (GG) im Südwesten, der den Haupteingang (HE) mit dem inneren Wandelgang (rote Linie) im Maurischen Garten verbindet.
Eine Diagonale des Rechtecks bildet die fast west-östlich ausgerichtete Längsachse, die sich vom Belvedere (B) bis zur Damaszenerhalle (DH) erstreckt. In der nord-südlich ausgerichteten Querachse liegt zwischen dem Maurischen Landhaus (ML) und dem ehemaligen Maurischen Festsaal (MF) der innere Maurische Garten. Er wird begrenzt durch das Maurische Landhaus (ML) mit seinen beiden Gewächshausflügeln und den daran anschließenden Laubengängen, die in den ovalen, hippodromförmigen inneren Wandelgang übergehen.
Die heute nach beiden Seiten offenen, nur noch teilweise überdachten Laubengänge erstrecken sich von den Eckpavillons der Gewächshausflügel (10/11) über einen kleinen Eckkiosk (8/9), knicken dort rechtwinklig ab und münden in den Südlichen bzw. Nördlichen Pavillon (SP/NP), die beiden Endpunkte des inneren Wandelgangs.
Rote Linie = innerer Wandelgang mit der Fliesenwand, B = Belvedere, DH = Damaszenerhalle, GB = Großes Bassin (Seerosenteich), GG = Gewächshausgang, HE = Haupteingang, HS = Halbmondsee, LS = Langer See, MF = Maurischer Festsaal (heute Aquarium-Terrarium), ML = Maurisches Landhaus, NP = Nördlicher Pavillon, SP = Südlicher Pavillon, TW = äußerer Wandelgang mit der Terrakottawand, WG = Wintergarten, WT = Wilhelma-Theater
1 = Hauptpavillon des inneren Wandelgangs, 2/3 = Nebenpavillons, axial zu den Eckpavillons der Gewächshausflügel, 4/5 = Nebenpavillons, axial zu den Pavillons SP bzw. NP, 6/7 = Bogenpavillons, 8/9 = Eckkioske der Laubengänge, 10/11 = Eckpavillons der Gewächshausflügel

## Wandelgang

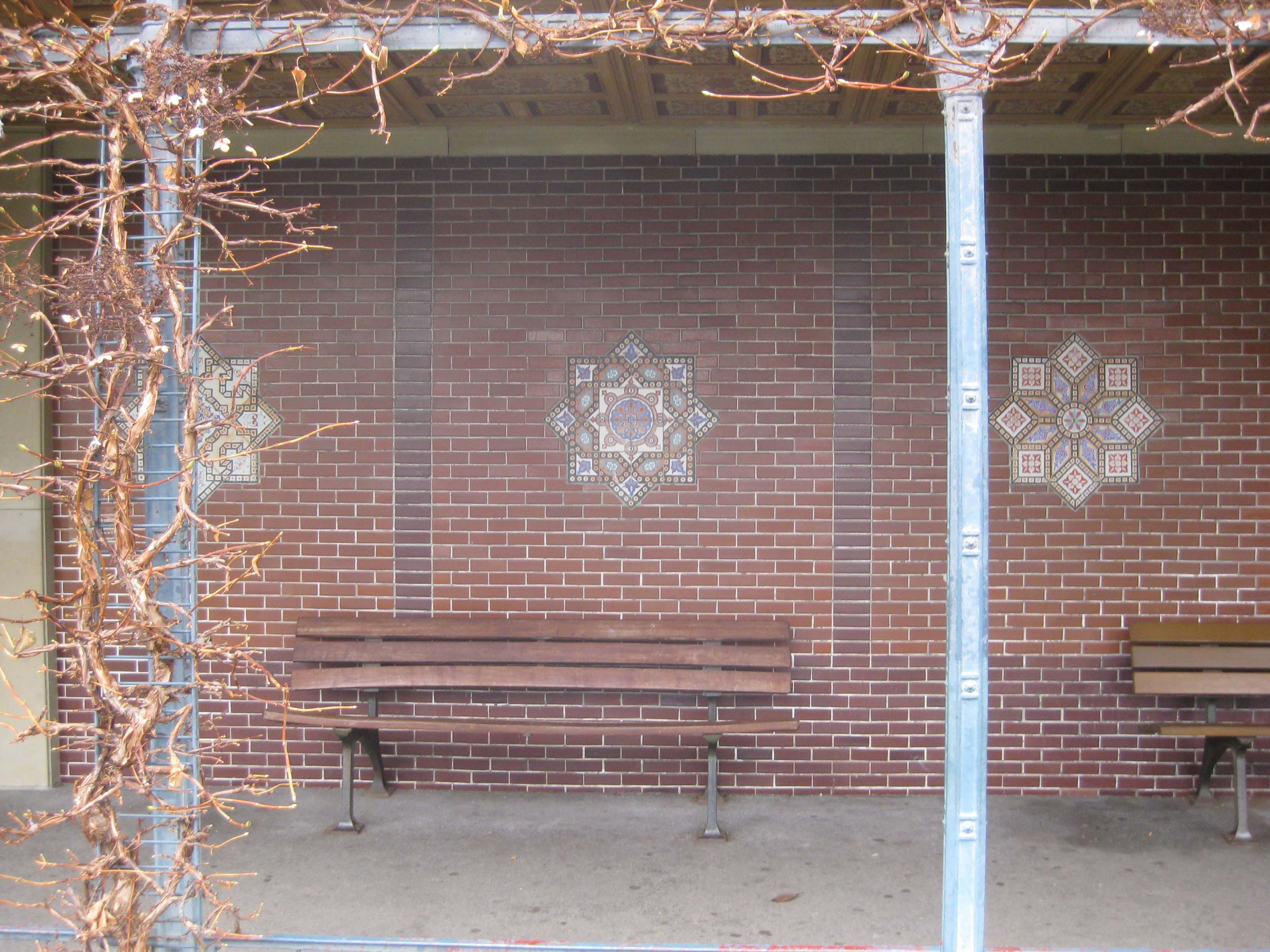
Blick auf zwei Fliesensternpaneele des Südflügels
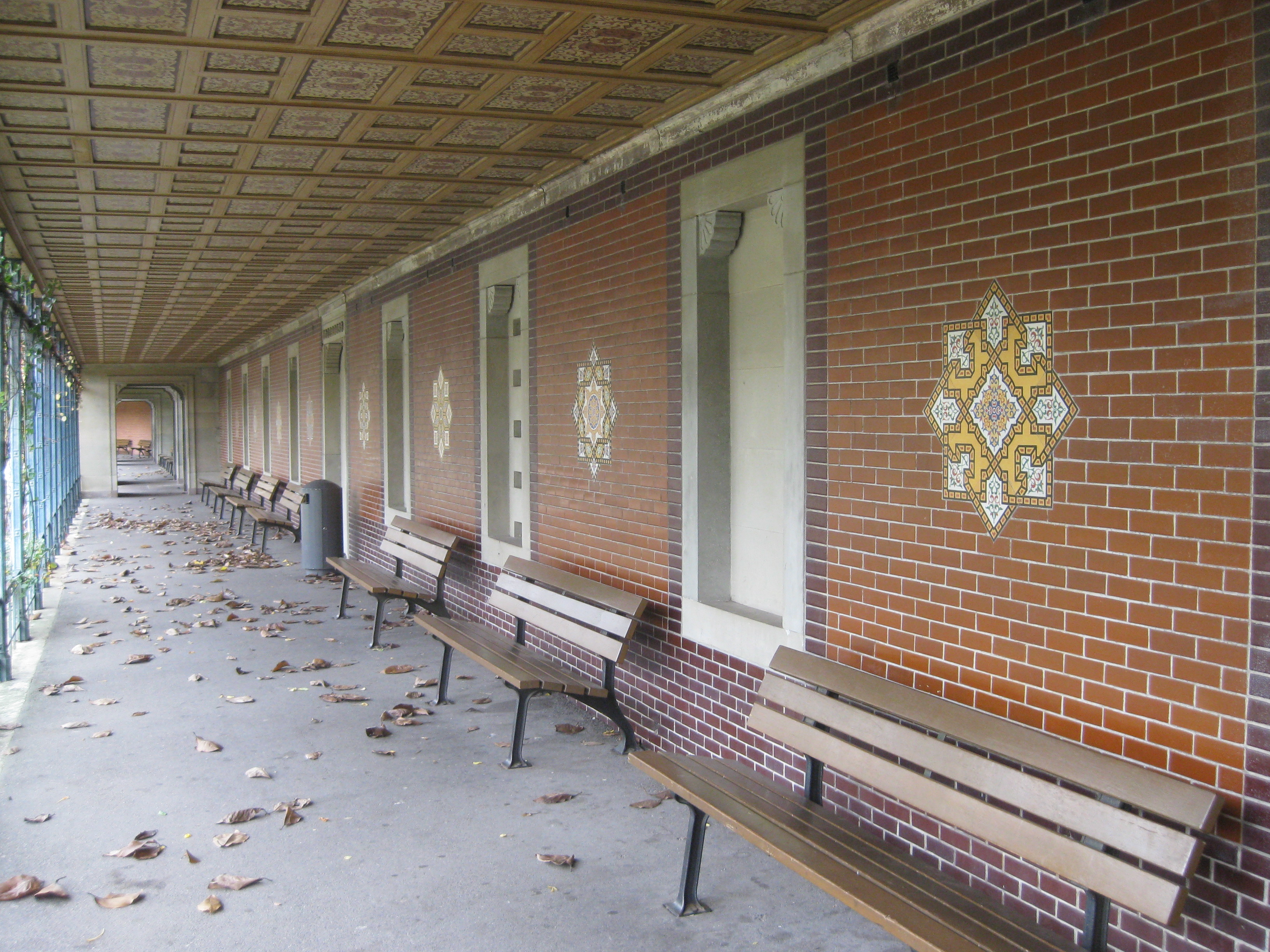
Blick in den geraden Teil des Südflügels mit Fliesensternen, Blindfenstern und Blindtür
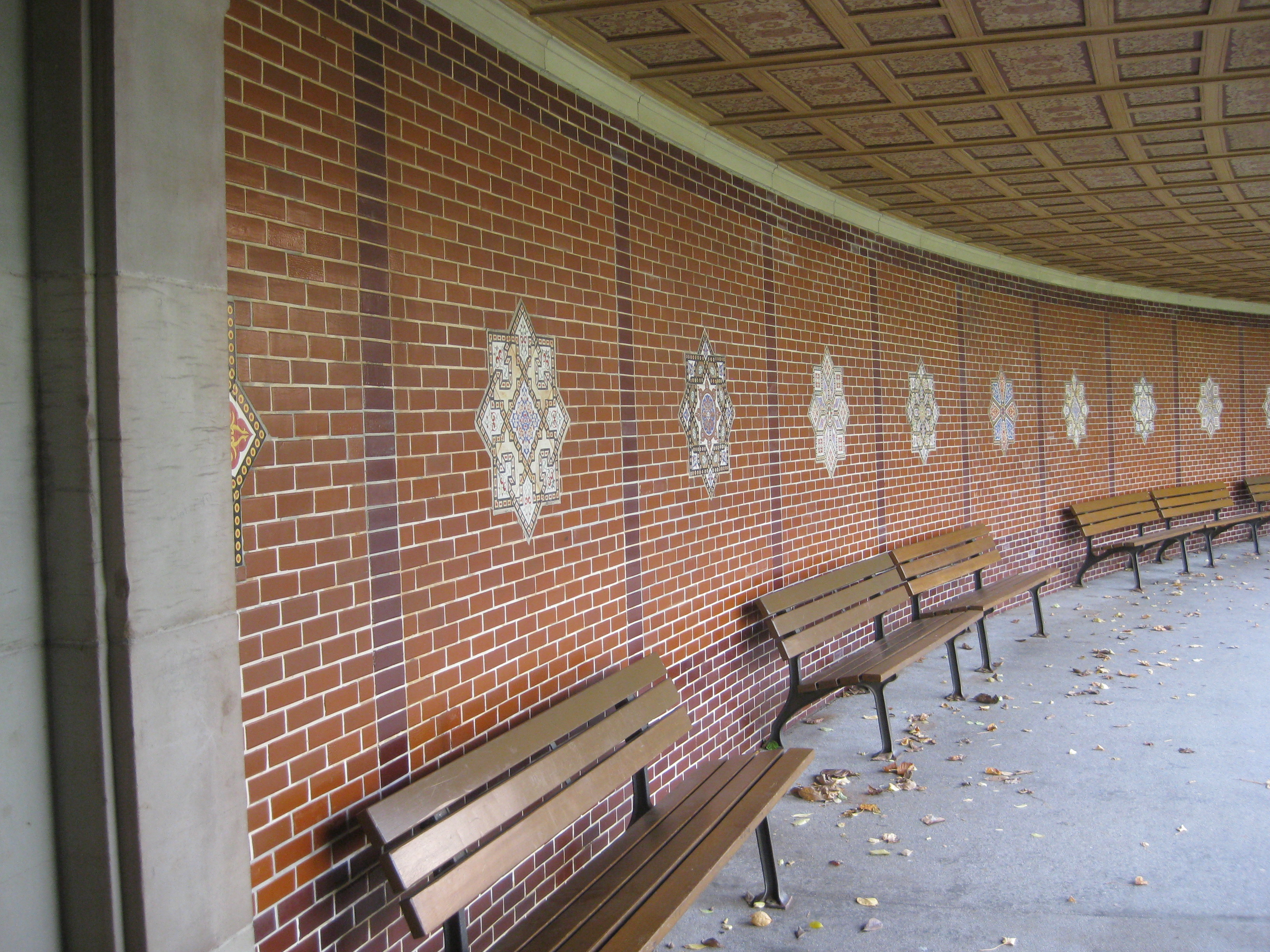
Blick in den südlichen Bogengang mit Fliesensternen
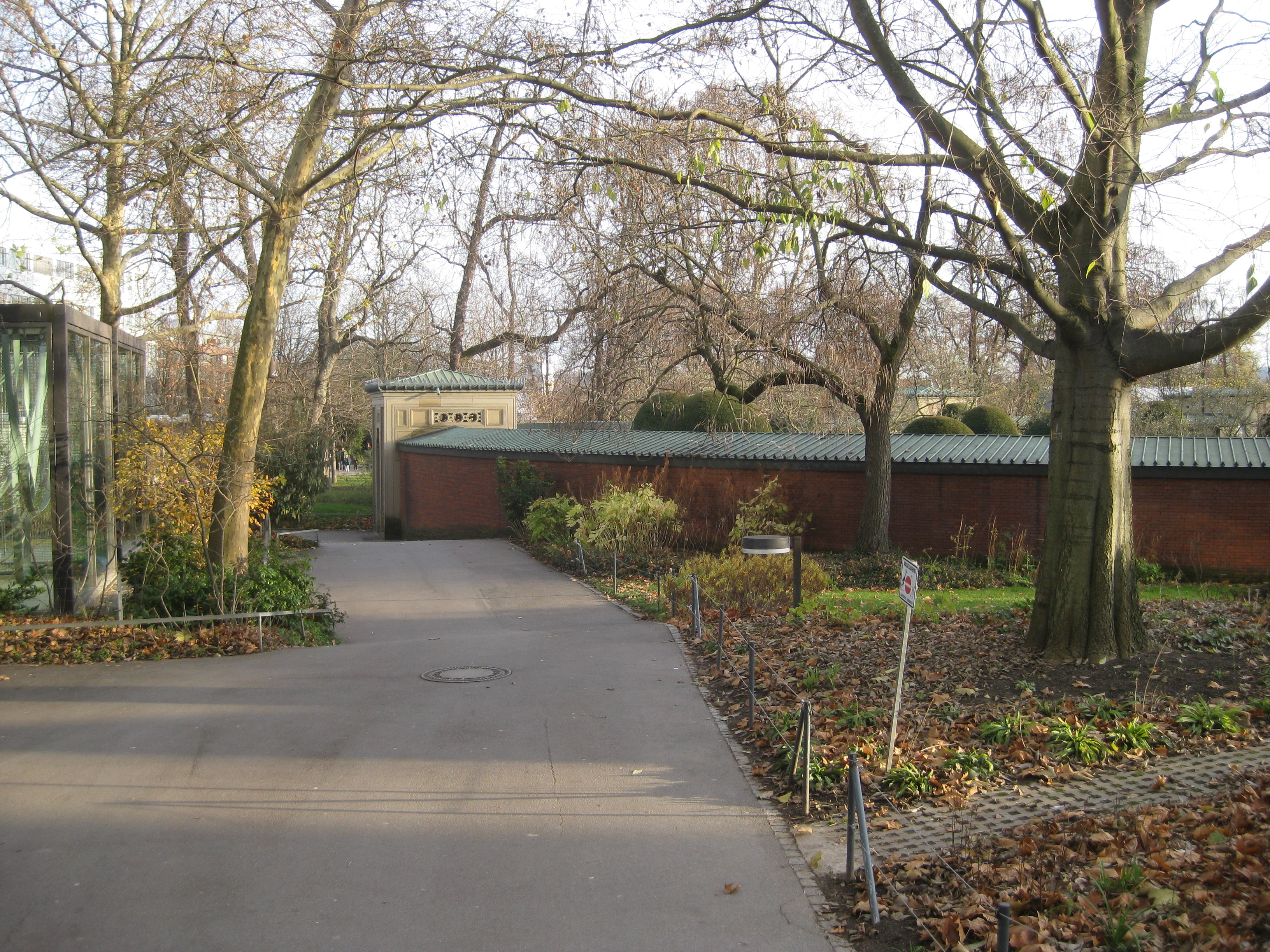
Blick auf die Rückseite des nördlichen Bogengangs mit Nebenpavillon (5)

In der Wilhelma gibt es zwei Wandelgänge: den inneren Wandelgang mit der Fliesenwand, der hier behandelt wird, und den äußeren Wandelgang mit der Terrakottawand, der die Wilhelma an der Neckarseite begrenzt.
Der überdachte, zum inneren Maurischen Garten hin offene Wandelgang beginnt mit dem Hauptpavillon (1). Hinter ihm stand vor der Zerstörung im Zweiten Weltkrieg der Maurische Festsaal (MF), von dem nur noch die rückwärtige Portalzone erhalten ist und an dessen Stelle 1963 das Aquarium-Terrarium mit seinem sechseckigen Mittelbau errichtet wurde. Von hier nehmen die beiden Flügel des Wandelgangs ihren Ausgang: der Südflügel zwischen Pavillon (1), (2), (4), (6) und (SP) und der Nordflügel zwischen Pavillon (1), (3), (5), (7) und (NP).

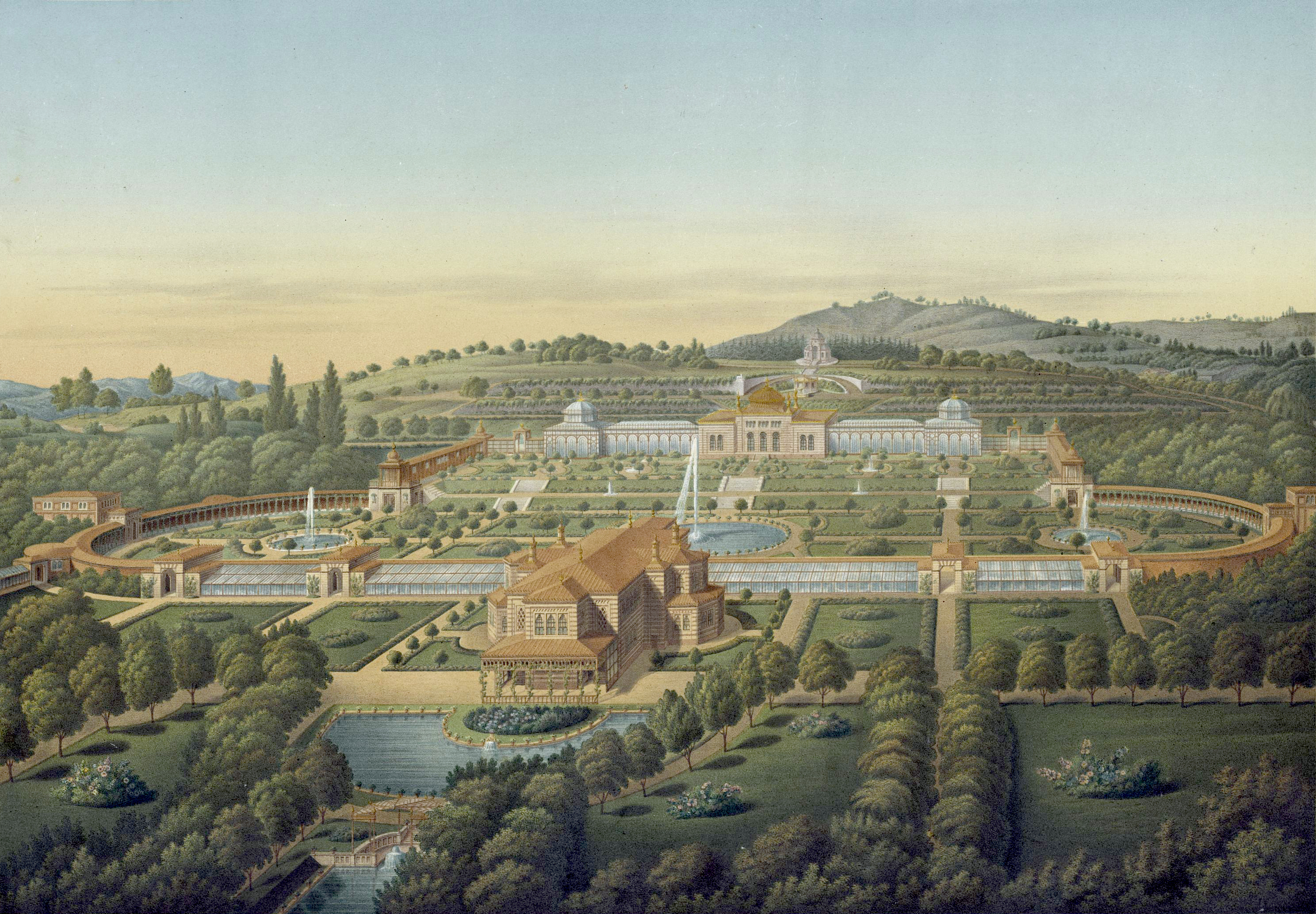
Diese Ansicht der Wilhelma von Ludwig von Zanth aus dem Jahr 1855 zeigt in der Mitte vorn den Maurischen Festsaal (MF) und zu beiden Seiten den Wandelgang mit den vorgelagerten Gewächshäusern im geraden Teil des Ganges.

Sie verlaufen zuerst geradlinig und umschließen dann den inneren Maurischen Garten in einem halbkreisförmigen Bogen. Der gerade Teil der Gänge wird zweimal von baugleichen Nebenpavillons unterbrochen, die gegenüber den Eckpavillons der Gewächshausflügel (10/11) bzw. gegenüber dem Südlichen und Nördlichen Pavillon (SP/NP) liegen und früher als Durchfahrten zwischen äußerem und innerem Garten dienten. Hinter der Rückwand der geraden Gänge waren ursprünglich Gewächshäuser angebaut, die aber im Zweiten Weltkrieg zerstört wurden. An ihrer Stelle erstrecken sich nun die Seitenflügel des Aquarium-Terrariums.
In der Mitte der beiden Bogengänge erheben sich zwei identische Seitenpavillons: der südliche (6), der dem ehemaligen Küchengebäude vorgelagert ist, und der nördliche (7) mit einem Durchgang in Richtung Pragstraße. Der südliche Bogengang ist noch an zwei weiteren Stellen unterbrochen: zwischen Pavillon (4) und (6) durch den Übergang zum Gewächshausgang (GG) und zwischen Pavillon (6) und dem Südlichen Pavillon (SP) durch einen WC-Trakt.
Der fast drei Meter hohe und breite innere Wandelgang ist, außer an den unterbrochenen Stellen, grundsätzlich gleich aufgebaut. Das flachgeneigte Satteldach wird an der offenen Vorderseite des Gangs von gusseisernen Säulchen gestützt und an der hinteren Seite von einer Mauer mit vorgeblendeten, dunkel- und hellroten Glasurziegeln. Die rechteckigen Paneele aus hellroten Ziegeln, die in ihrer Mitte einen Fliesenstern tragen (außer im nördlichen Bogengang), werden von dunkelroten Ziegeln eingerahmt, in der Waagerechten durch eine kniehohe Sockelzone und eine schmale Deckenzone und in der Senkrechten durch schmale, lisenenartige Bänder. Im Bereich der geraden Gänge alternieren die Paneele mit Fenstern und Türen, während die Paneele im südlichen Bogengang, außer an den unterbrochenen Stellen, fortlaufend aufeinander folgen. Die Fenster und Türen sind heute zugemauert. Ursprünglich gestatteten sie den Durchblick bzw. Durchgang zu den Gewächshäusern, die hinter dem geraden Teil des Wandelgangs lagen.

## Fliesenwand
74 Paneele des Wandelgangs tragen in ihrer Mitte einen großformatigen Fliesenstern mit einem Durchmesser von 72 cm. Im nördlichen Bogengang fehlen die Fliesensterne, weil sie bei der Restaurierung weggelassen wurden. Die Fliesensterne ahmen, in vergrößertem Maßstab, die in der orientalischen Kunst beliebten Sternfliesen nach. Die Sternform einer achtzackigen Sternfliese bzw. eines achtzackigen Fliesensterns entsteht, indem zwei Quadrate um 45° gegeneinander gedreht übereinander gelegt werden.

von links nach rechts: Schemazeichnung eines Fliesensterns, Fliesensterne Typ 1–5

Innerhalb dieser Grundform schuf Zanth fünf Typen von Fliesensternen, die hier von 1 bis 5 durchnummeriert werden (siehe Fliesenwand).
Beginnend am Hauptpavillon (1) breiten sich die Fliesensterne nach links (Nordflügel) und nach rechts (Südflügel) in der Abfolge der Typnummer aus:
Die Fliesensterne sind drehsymmetrisch, d. h. man kann zwei gleiche Sterne nach Drehung um einen gewissen Winkel wieder zur Deckung bringen. Die Typen 1 und 2 sind 4-zählig drehsymmetrisch, d. h. die Deckungsgleichheit tritt nach einer Drehung um jeweils 90° ein, und man benötigt 4 Drehungen für eine volle Kreisdrehung. Die Typen 3, 4 und 5 sind 8-zählig drehsymmetrisch bei einem Drehwinkel von 45°.
|  | Die 4-zählig drehsymmetrischen Fliesensterne vom Typ 1 „Tatzenkreuz“ bestehen aus einem roten und einem blauen Tatzenkreuz, die leicht gegeneinander gedreht sind und deren Enden spitz zulaufen. Die Sterne setzen sich aus drei Motiven zusammen: dem achteckigen zentralen Medaillon mit einer 8-strahligen Blattrosette und aus Drachenvierecken mit gelber Arabeske, je vier auf rotem bzw. blauem Grund. Das Achteck und die Drachenvierecke werden von schwarzen Bändern mit rot-gelben Punkten eingerahmt. |
|  | Die Fliesensterne vom Typ 2 „Pfeilkreuz“ sind wie Typ 1 4-zählig und bestehen aus zwei identischen Pfeilkreuzen, die leicht gegeneinander gedreht sind. Die Sterne setzen sich aus drei Motiven zusammen: dem rautenförmigen zentralen Medaillon mit einer drehsymmetrischen Arabeske, acht gleichen Pfeilformen mit innerer Arabeske und vier gleichen, gelben Winkelflächen, die den Zwischenraum zwischen Medaillon und Pfeilformen ausfüllen. Alle Flächen werden von Bändern eingerahmt, die aus aneinandergereihten Vier- und Sechsecken bestehen. Diese sind schwarz umrandet und mit ein oder zwei roten Vierecken auf gelbem Grund besetzt. Die Bänder bilden unter sich ein kunstvolles Flechtwerk, indem sie einander über- und unterkreuzen, ein beliebtes Stilmittel der maurischen Ornamentik. |
|  | Die 8-zählig drehsymmetrischen Fliesensterne vom Typ 3 „Doppelstern“ imitieren die äußere Sternform durch einen verkleinerten inneren Stern von gleicher Gestalt. Die Doppelsterne setzen sich aus drei Motiven zusammen: dem zentralen Rundmedaillon mit einer Rosette, acht paarweise achsensymmetrischen, unregelmäßigen Sechsecken mit einer grünen Arabeske auf gelbem Grund und acht gleichen Pfeilformen mit einer blauen Arabeske auf weißem Grund. Die Medaillonrosette besteht aus einer blauen Innenrosette, die ein Kranz mit je acht blauen und gelben, gegenständig alternierenden Lotosblüten umschließt. Um das Medaillon schlingt sich ein rot gerahmtes, kreisförmiges Band mit blauer Punktierung auf gelbem Grund. Das Band bildet runde Knoten, die in einer Lotosblüte enden, und sich in die acht Zacken des inneren Sterns schmiegen. Die Sechsecke und Pfeilformen werden von schwarzen Bändern mit rot-gelben Punkten eingerahmt, die untereinander ein kunstvolles Flechtwerk bilden. |
|  | Die Fliesensterne vom Typ 4 „Speichenrad“ sind wie Typ 3 8-zählig und gleichen einem Speichenrad (mit dem Medaillon als Nabe und den acht von ihm ausstrahlenden Bändern als Speichen). Die Sterne setzen sich aus drei Motiven zusammen: dem zentralen Rundmedaillon mit einer 16-strahligen Blattrosette, acht paarweise achsensymmetrischen, spitzen Rauten mit einer blau-roten Arabeske auf gelbem Grund und acht gleichen Quadraten mit einer 8-strahligen, weiß umrandeten Lotosblütenrosette auf rotem Grund. Medaillon, Rauten und Quadrate werden von Bändern eingerahmt, die aus aneinandergereihten Vierecken bestehen. Diese sind schwarz umrandet und mit einem roten Viereck auf gelbem Grund besetzt. |
|  | Die 8-zählig drehsymmetrischen Fliesensterne vom Typ 5 „Fensterrose“ ähneln den Fensterrosen romanischer oder gotischer Dome. Die Sterne setzen sich aus fünf Motiven zusammen. Von dem zentralen Rundmedaillon mit einer 16-strahligen Blüte strahlen acht Pfeilformen aus mit zwei alternierenden Arabesken in den Farben Hellblau, Rot und Gelb auf weißem Grund. Die Zwickel zwischen den Pfeilformen füllen acht paarweise achsensymmetrische, unregelmäßige Achtecke mit einer rot-grünen, blumenstraußartigen Arabeske auf gelbem Grund aus. Die acht Zacken des Sterns sind mit rot-gelben, hellblau gerahmten Palmetten auf weißem Grund besetzt. Alle Teilflächen werden von schwarzen Bändern mit rot-gelben Punkten eingerahmt, die untereinander ein kunstvolles Flechtwerk bilden. |

## Geschichte
König Wilhelm I. erteilte Zanth 1843 den Auftrag zum Bau des Wandelgangs, aber die wiederholt geänderten Pläne wurden erst 1846 genehmigt. 1847 wurde der Bau begonnen und schließlich im Revolutionsjahr 1848 fertiggestellt. Über Planung und Ausführung der Fliesensterne ist nichts bekannt.
Nach den Zerstörungen des Zweiten Weltkriegs wurde 1987 der Wandelgang restauriert. Die Restaurierung der Fliesensterne erfolgte durch die Firma Villeroy & Boch.

## Ikonographie
Die Fliesensterne sind wie viele andere Applikationen der Zanthschen Wilhelma-Gebäude ein Bestandteil der maurischen Staffage der „schwäbischen Alhambra“. Fliesen sind in der maurischen Baukunst ein beliebter Zierrat, und so nimmt es nicht Wunder, dass Zanth sich zur Ausschmückung des inneren Wandelgangs für Keramikfliesen entschied, so wie er sich schon beim äußeren Wandelgang für Fliesen aus Terrakotta entschieden hatte.
Als Grundform seiner Wandelgangverzierungen wählte Zanth das in der maurischen Ornamentik beliebte Sternmotiv, das besonders auch in Sternfliesen seinen Niederschlag fand. Er vergrößerte das Format dieser Sternfliesen allerdings zu Fliesenmosaiken, die sich aus einer Vielzahl von Einzelfliesen zusammensetzen.
Zanth bediente sich keiner orientalischen Vorlage, vielmehr komponierte er nach eigenem Entwurf die Sterne aus Ornamenten, die er aus dem gemeinsamen abendländischen und maurischen Formenschatz übernahm. Dies trifft insbesondere für die vielfach verwendeten, arabeskenhaft stilisierten Lotosblüten und Palmetten zu. Die Einzelmotive der Sterne sind mit teilweise kunstvoll verflochtenen Bändern eingerahmt, die an maurisches Flechtwerk erinnern. Auch bei der Einfärbung der Fliesen hielt er sich an die maurischen Grundfarben Blau, Rot und Gelb.